# إريك بيترز (رسام)
إريك بيترز (بالألمانية: Eric Peters)‏ هو رسام ألماني، ولد في 3 أكتوبر 1952 في شتولبرغ في ألمانيا.